# Pedro de Sousa Holstein
Pedro de Sousa Holstein, později 1. vévoda z Faialu a Palmely (8. května 1781 Turín – 12. října 1850 Lisabon), byl jeden z nejvýznamnějších portugalských diplomatů a státníků první poloviny 19. století. Byl prvním moderním předsedou vlády Portugalska (s titulem „předseda rady ministrů").

## Mládí

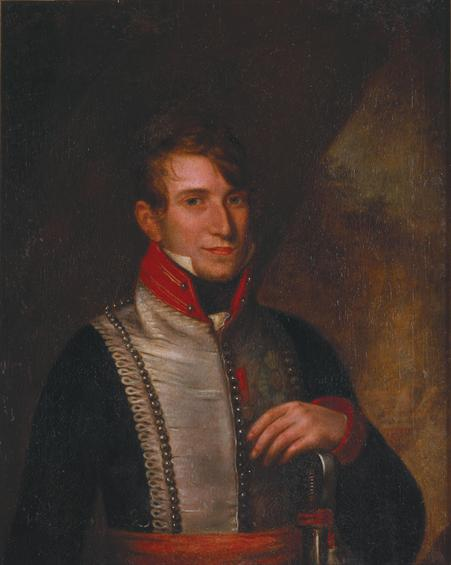
Pedro de Sousa Holstein (Domingo Sequeiro, Národní muzeum starého umění)

Pedro de Sousa Holstein se narodil v Turíně jako potomek portugalské rodiny de Sousa, pánů z Calharizu. „Holstein" v jeho jméně pochází od jeho babičky z otcovy strany, princezny Marie Anny Leopoldiny ze Schlesvicka-Holštýnska-Sonderburgu-Becku, dcery vévody Fridricha Viléma I. Jeho strýc Frederico Guilherme de Sousa Holstein byl guvernérem Portugalské Indie.
V mládí si Pedro de Sousa Holstein získal pozornost tím, že na konferenci v Bayonne v roce 1808 řekl Napoleonovi do očí, že Portugalci nebudou „svolní stát se Španěly", jak si francouzský císař přál. Byl také portugalským zplnomocněncem na Vídeňském kongresu v roce 1814, kde se pokusil prosadit portugalské nároky na Olivenzu, a účastnil se na Pařížské smlouvě v roce 1815. Poté byl krátce velvyslancem v Londýně, ale pak byl jmenován státním sekretářem pro zahraničí v Brazílii. Po Liberální revoluci 1820 jej revoluční junta pověřila informovat krále Jana (Joãa) VI. o tom, co se stalo, a požádat o jeho návrat do Portugalska z Brazílie.
V roce 1823 byl Sousa Holstein povýšen na markýze z Palmely a stal se ministrem zahraničí i předsedou výboru, který Jan VI. ustanovil k vypracování nové ústavy. Výsledný dokument, se kterým král nemohl souhlasit, byl tak liberální, že na Palmelu svedl nenávist reakčních sil v zemi, zejména královny a infanta Michala (Miguela), který jej v roce 1824 nechal zatknout.
Poté, co získal svobodu, byl Palmelo jmenován státním ministrem a vrátil se do Londýna jako velvyslanec.

## Liberální války
Když Michal v roce 1828 uchvátil portugalský trůn, Palmela se přidal k opozici v Portu a byl nucen spolu s mnohými dalšími uprchnout do Anglie. Pokus o návrat do Porta v červnu 1828, nazývaný Belfastada, se nezdařil. Charles Greville si ve svém deníku 16. srpna 1828 poznamenal:
„Esterházy mi dnes večer řekl, že Palmela každý den hostí na večeři dvacet až třicet svých krajanů, jichž je v Londýně několik set, z nejlepších rodin, zcela bez prostředků."
Michal Palmelu jej odsoudil k smrti v nepřítomnosti a zabavil jeho statky, ale brazilský císař Petr jmenoval Palmelu poručníkem své dcery, právoplatné královny Marie II., a Palmela pak působil jako její velvyslanec u britského dvora.
V roce 1830 ustanovil regentství mladé královny na Terceira na Azorách; v této době se seznámil s kapitánem Charlesem Napierem, kterého považoval za nejlepšího kandidáta pro velení liberálnímu námořnictvu. Když Petr v roce 1832 osobně převzal regentství, jmenoval Palmelu svým ministrem zahraničí. V této funkci působil proti Michalovi z Londýna. V roce 1833 vyplul s Charlesem Napierem a přivezl žoldnéřské posily do Porta, kde byl Petr obléhán, a účastnil se následné expedice Napiera a vévody z Terceira do Algarve. Poté, co Napierovo námořní vítězství u mysu sv. Vincenta umožnilo Petrovi obsadit Lisabon, Palmela se vzdal svých úřadů.

## Konstituční monarchie

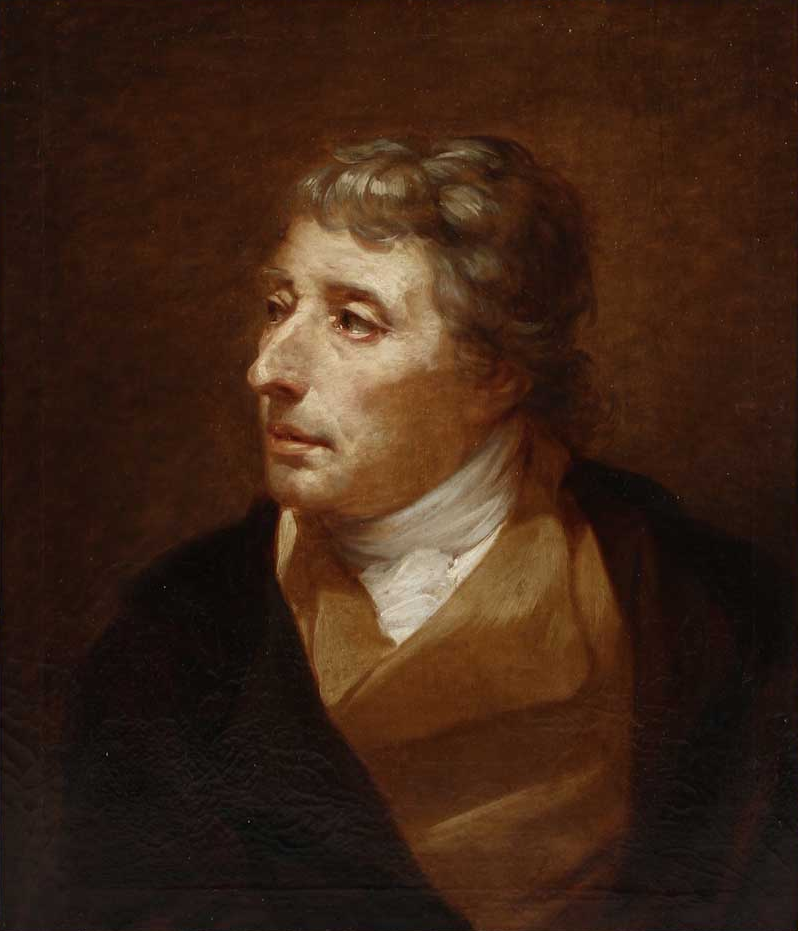
Portrét vévody z Palmely, cca 1840, připisovaný Johnu Simpsonovi

Palmela pak působil jako první předseda vlády nově vytvořené Portugalské konstituční monarchie od 24. září 1834 do 4. května 1835. Krátce sloužil jako předseda vlády znovu v únoru 1842 (dva dny, v takzvané masopustní vládě) a od března do října 1846 (během vrcholu revoluce z Maria da Fonte). Postupně byl povýšen na hraběte z Palmely (královnou Marií I. 11. dubna 1812), markýze z Palmely (králem Janem VI. 3. července 1823) a vévodu z Faialu (královnou Marií II. 4. dubna 1836). Nakonec 18. října 1850 královna Marie II. nahradila jeho vévodství z Faialu novým titulem vévoda z Palmely.

## Manželství a potomstvo
4. června 1810 se Pedro de Sousa Holstein oženil s Eugénií Franciscou Xavier Teles da Gama (1798–1848). Jejich potomky byli:
- Alexandre de Sousa Holstein (1812–1832), 1. hrabě z Calharizu;
- Eugénia de Sousa Holstein (1813–1884), sňatkem markýza z Minasu;
- Isabel de Sousa Holstein (1816–1819);
- Domingos de Sousa Holstein (1818–1864), zdědil po otci titul 2. vévody z Palmely;
- Manuel de Sousa Holstein (1819–1837);
- Maria Ana de Sousa Holstein (1821–1844);
- Maria José de Sousa Holstein (1822–1834);
- Teresa de Sousa Holstein (1823–1885), sňatkem hraběnka z Alcáçovasu;
- Rodrigo de Sousa Holstein (1824–1840), markýz z Palmely;
- Catarina de Sousa Holstein (1826–1885), sňatkem hraběnka z Galveiasu;
- Ana Rosa de Sousa Holstein (1828–1864);
- Pedro de Sousa Holstein (1830–1830);
- Francisco de Borja de Sousa Holstein (1838–1878), 1. markýz ze Sousa Holsteinu;
- Tomás de Sousa Holstein (1839–1887), 1. markýz ze Sesimbry;
- Filipe de Sousa Holstein (1841–1884), 1. markýz z Monfalimu;